# 46e armée
La 46e armée soviétique est une armée de campagne de l'Armée rouge pendant la Seconde Guerre mondiale. 
L'armée est formée en août 1941 à partir du 3e corps de fusiliers et déployée le long de la frontière turque. Au cours de l'été 1942, elle participe à la bataille du Caucase. Au printemps 1943, l'armée prend part à la capture de Maïkop et Krasnodar. Au cours de l'été 1943, elle participe à l'offensive stratégique du Donbass et à la bataille du Dniepr. Au début de 1944, elle combat lors de l'offensive Nikopol-Krivoï Rog et l'offensive d'Odessa. Au cours de l'été, elle prend part à la seconde offensive Jassy-Kishinev. L'armée avance vers l'ouest et participe à la bataille de Debrecen et à l'offensive de Budapest à l'automne. Après la chute de Budapest en février 1945, l'armée participe à l'offensive de Vienne et à l'offensive de Prague. Au cours de l'été 1945, l'armée déménage dans le district militaire d'Odessa au cours duquel elle est dissoute en septembre.

## Commandants
- Lieutenant-général Stepan Tcherniak (juillet-décembre 1941)
- Major-général Alexandre Khadeïev (décembre 1941 - avril 1942)
- Major-général Vassili Sergatskov (avril-août 1942)
- Lieutenant-général Konstantin Leselidze (août 1942 - janvier 1943)
- Major-général Ivan Rosly (janvier-février 1943)
- Major-général Alexandre Ivanovitch Ryjov (février-mars 1943)
- Major-général (lieutenant-général octobre 1943) Vassili Glagolev (mars 1943 - mai 1944)
- Lieutenant-général Ivan Chlemine (mai 1944 - janvier 1945)
- Major-général Mikhaïl Filippovski (janvier-mars 1945)
- Lieutenant-général Alexandre Petrouchevski (mars-septembre 1945)[1]